# Interdominio
L'interdominio, dall'inglese Inter-Domain è un termine usato per descrivere l'interazione tra domini.
Per lo più è comunemente usato nei campi del multicast e dell'instradamento tra inter-reti, o come un sostituto del termine inter-server.
Il termine è anche usato occasionalmente in chimica, a riguardao dei domini di proteina.
I protocolli internet che sono focalizzati su funzioni di inter-dominio includono: Border Gateway Multicast Protocol, Classless Inter-Domain Routing, Multicast Source Discovery Protocol, e Protocol Independent Multicast.
L'opposto di instradamento di interdominio è l'instradamento di intradominio: l'instradamento tra un dominio e un Sistema autonomo.